# Vranica
Vranica ist ein Massiv des Dinarischen Gebirges und liegt etwa 10 Kilometer westlich von Fojnica. Die höchste Bergspitze Nadkrstac ist mit 2112 m über dem Meeresspiegel die dritthöchste Erhebung von Bosnien und Herzegowina. 
Das Massiv wird im Sommer vor allem von Schafhirten und Wochenendtouristen besucht. In der Nähe des Gebirgspasses Sarajevska vrata befindet sich der glaziale See Prokoško jezero. 
Fürs Besteigen und Zelten in diesem Gebiet sind keinerlei Genehmigungen notwendig. Es besteht jedoch gebietsweise noch immer hohe Gefahr durch Landminen.